# Burg Allmendingen
Die Burg Allmendingen, im Volksmund auch als Altes Schloss bezeichnet, ist eine abgegangene Höhenburg auf dem Burstel oder Burschel (= süddt. für „Burgstall“) an der Südwestecke des Heilenbergs bei der Gemeinde Allmendingen im Alb-Donau-Kreis in Baden-Württemberg.

## Etymologie
Ältere Nennungen des Heilenbergs, eines bewaldeten Bergrückens an der südwestlichen Ecke zwischen der heutigen Umgehungsstraße Bundesstraße 492 und der alten Straße von Allmendingen nach Altheim, sind 1686 „Hewlenberg“, und 1750 „Haylenberg“. In der württembergischen Flurkarte von 1821 heißt der Berg „Heilenberg“. Die Kreisbeschreibung des Alb-Donau-Kreises von 1989 verwendet „Häulesberg“, daraufhin auch von Kächler und Adler übernommen. Das Bestimmungswort des wenig hohen ehemals und heute wieder bewaldeten Bergs ist wohl „Hau“, d. h. eine Hiebabteilung im Wald, also ein Forst- und Waldbezirk.

## Geschichte der Burg
Es gibt keine Urkunde oder sonstige Erwähnung der Burg in einer mittelalterlichen oder neuzeitlichen Quelle. Erst die Beschreibung des Oberamts Ehingen von 1826 beschäftigt sich mit der ehemaligen Burganlage auf dem Heilenberg: „(…); ein noch älteres [Schloß] stand auf einem kleinen Hügel vor dem Dorfe gegen Ehingen; man sieht aber keine Spur mehr davon. Nachdem seine letzten Bewohner, die Herrn von Renner es verlassen hatten, und 1527 nach Ehingen gezogen waren, zerfiel es, und wurde später ganz abgebrochen“. Die Angabe, dass zu dieser Zeit keine Spuren der Burg sichtbar gewesen wären, ist unrichtig, denn bei der ersten Württembergischen Landesvermessung wurden die sichtbaren Reste der Burganlage bereits 1821 in die Flurkarte eingetragen. Auch die weiteren Angaben der Oberamtsbeschreibung entbehren einer urkundlichen Grundlage.
Erst durch die Gründung von Zementfabriken am Fuße des Heilenbergs rückte die Burgruine wieder in das Blickfeld der Aufmerksamkeit. 1885 berichtete Gustav Leube (1836–1913) von Reihengräberfunden unterhalb des Heilenbergs, wobei er auch die Reste einer alten Burg, des sogenannten Burschel (Burgstall), erwähnt, „deren Räume möglicherweise die am Fuße der Anhöhe Begrabenen bewohnt hatten“. In den 1880er Jahren wurde das Burggelände durch Erweiterungen des Steinbruchs des Zementwerks des Stuttgarter Immobilien- und Baugeschäfts abgetragen, so dass heute keine Reste mehr vorhanden sein sollen. Die Mitteilungen Leubes wurden 1893 dann in die zweite Beschreibung des Oberamts Ehingen aufgenommen.

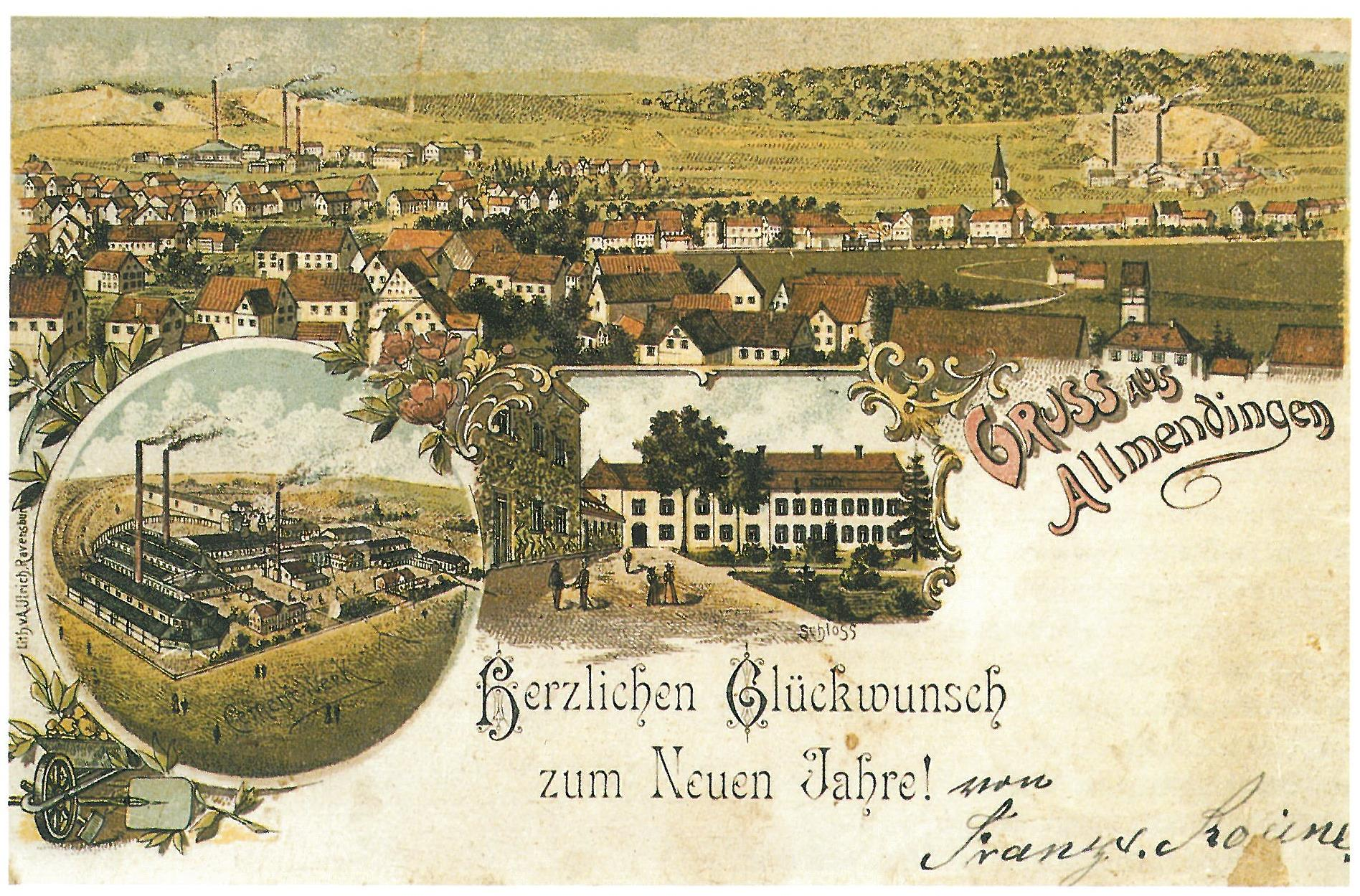
Rechts oben die Stuttgarter Zementfabrik Allmendingen mit dem Steinbruch dahinter, Standort der ehemaligen Burg Allmendingen auf dem Heilenberg, ca. 1900

## Burgbewohner
Als Erbauer können die Herren von Allmendingen vermutet werden. Von dieser Familie sind aber lediglich vier Personen namentlich bekannt:
Zu Beginn des 12. Jh. (1121) schenkte Konrad von Allmendingen dem Kloster Zwiefalten eine Hube Land in Böttingen. Ulrich von Allmendingen war in der 2. Hälfte des 12. Jahrhunderts Mönch im Kloster Zwiefalten. Heinrich von Allmendingen war am 5. Dezember 1297 Zeuge einer Amtshandlung durch Albert von Steußlingen genannt Schedel. Mechthild von Allmendingen war 1338 und 1347 Nonne im Kloster Urspring († April 20).
Die Herren von Allmendingen waren möglicherweise Ministeriale der Grafen von Berg, da der Ort inmitten ihres Herrschaftsbezirks lag; es ist aber nur der Zusammenhang Heinrichs von Allmendingen mit Albert von Steußlingen genannt Schedel urkundlich gesichert.
Ob Heinrich von Allmendingen der letzte männliche Vertreter seines Geschlechts, und die Nonne Mechthild seine Tochter war, kann nur vermutet werden. Wie und warum die Herren von Allmendingen aus der Geschichte verschwanden, ist unbekannt.
Im 15. Jahrhundert scheinen Teile von Großallmendingen neben anderen Güterbesitzern (z. B. Kloster Urspring, Kloster Blaubeuren) im Eigentum der Familie Harscher gewesen zu sein. Ob sie auf der Burg oder im Dorf Großallmendingen wohnten, ist völlig unbekannt. Dasselbe gilt für die Familie Renner, die erstmals im Jahre 1495 als in Allmendingen ansässig erwähnt wird. Bei dem großen Reichtum der Familie Renner ist eher anzunehmen, dass sie im Dorf Großallmendingen wohnten und die dortige Wasserburg errichteten. Bereits 1527 verlegten die Renner von Allmendingen ihren Hauptwohnsitz nach Ehingen, wo sie ein Stadthaus („Rennerhof“) besaßen. Ein weiteres Stadthaus und einen Wirtschaftshof („Rennhof“) besaß die Familie in Schelklingen.

## Anlage
Die Burg wurde bereits im Zuge der Württembergischen Landesvermessung 1821 vermessen und in die Flurkarte eingetragen. Eingezeichnet sind zwei Mauerstücke, eines davon in Form eines schmalen Rechtecks, das andere bildet einen rechten Winkel aus zwei Mauerstücken. Inmitten der Anlage wurde ein geometrisches Signal gesetzt. Die Burganlage steht inmitten einer Laubwaldkultur, welche nach außen abgegrenzt ist. Außerhalb dieser Grenze war Weideland.
Gustav Leube (1836–1913) beschrieb die Ruine 1888, als bei der Erweiterung des Steinbruchs der Zementfabrik des Stuttgarter Immobilien- und Baugeschäfts die Ruine bereits Ende 1886 in Gefahr war, als Steinmaterial zu enden: „Ich habe mir, als die Arbeiter die Grundmauern, welche allein noch vorhanden waren, angriffen, eine Skizze machen lassen, nach welcher ersichtlich, daß das Gebäude gleich lang und breit war und zwar 9,90 m im Licht, die innere Fläche hatte somit 98 □meter. Die Mauerstärke betrug 1,70 m; an den Ecken waren Pfeiler angebracht, die ebenfalls eine Mauerstärke von 1,70 m zeigten. Diese Pfeiler waren nicht an allen vier Ecken mehr erhalten.“
Die Steine der Mauern wurden nicht vor Ort, den relativ weichen Schichten des weißen Jura ζ, abgebaut, sondern waren aus hartem Kalkgestein, und sollen von Osten her aus der Nähe von Altheim stammen. Die Gemeinde Allmendingen ließ die harten Steine zerschlagen und wollte diese in nächster Zeit als Straßenmaterial verwenden. Die Mauersteine waren mit gewöhnlichem Kalkmörtel verbunden.